# Замок Старий Кром

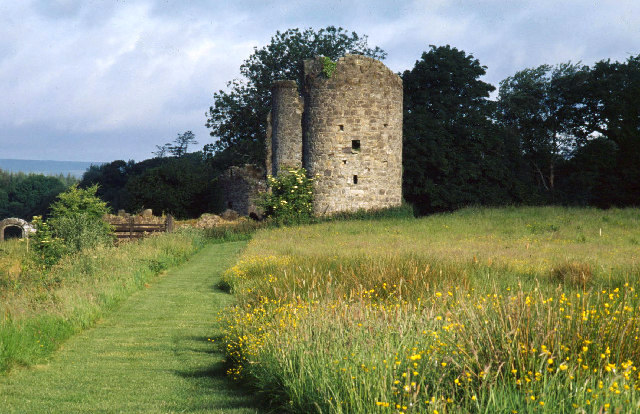
Руїни замку Старий Кром.

Замок Старий Кром (англ. Old Crom Castle, ірл. Caisleán na Aois Croime) — Кашлен на Іш Кромє — один із замків Ірландії, розташований в графстві Фермана, Північна Ірландія. Нині замок лежить в руїнах.

## Історія замку Старий Кром
Замок Старий Кром називають ще інколи просто Старий Замок, щоб відрізнити його від замку Кром, що був збудований на берегах озера Лох-Ерн в ХІХ столітті. Замок Старий кром стоїть недалеко від селища Ньютаунбатлер. Замок старий Кром був збудований в 1611 році шотландськими колоністами, що переселились в Ірландію після повного завоювання Ірландії Англією в результаті так званої Дев'ятирічної війни в Ірландії (1595—1604). Першим володарем замку Старий Кром був Майкл Бальфур. Він збудував замок Старий Кром у вигліді башти з округлими додатковими вежами-фланкерами. Потім замок Старий Кром був проданий у 1619 році серу Стівену Батлеру — аристократу англійського походження (з так званих «старих англійців»).
У 1655 році замок Старий Кром і маєток навколо нього отримав у володіння Авраам Крайтон з Агалайн після того як він одружився з дочкою попереднього орендаря замку — дочкою єпископа Клогерського. Коли почалась так звана якобітська (вільямітська) війна між скинутим королем-католиком Яковом ІІ та новим королем протестантом Вільямом ІІІ замок став ареною бойових дій. Два рази він зазнавав нападів і штурмів якобітів у 1689 році.
У 1764 році замок Старий Кром згорів. В цей час господарі замку — Крайтон з родиною знаходились далеко — в селищі Флоренс на новосіллі. Лишилося неясним — чи це була випадкова пожежа, чи зумисний підпал — незадоволені англійським панування ірландці часто влаштовували зумисні підпали майна і замків англійських лордів. Згідно легенди Авраам Крайтон вертався в замок на своєму човні і побачив заграву від пожежі. Він поспішив повернутися, що побачити замість свого замку згарище.
Крайтони — володарі замку Старий Кром отримали від короля шляхетні титули. Спочатку Крайтони отримали титул барона Ерн. Титул графа Ерн з замку Старий Кром вперше одержав Джон Крайтон — ІІ барон Ерн в 1789 році. Він був депутатом палати громад парламенту Ірландії від Ліффорда. У 1781 році він вже мав титул віконта Ерн. Після ліквідації парламенту Ірландії він був депутатом парламенту Великої Британії у 1800—1828 роках як представник Ірландії в палаті лордів.
Титул барона Ерн отримав ще його батько — Авраам Крайтон у 1768 році. Після смерті Джона Крайтона титул ІІ графа Ерн отримав його старший син. Після його смерті титул графа Ерн успадкував його племінник, що став ІІІ графом Ерн. Він служив лордом-намісником графства Фермана. IV граф Ерн був консервативним політиком, був в уряді Бенджаміна Дізраелі. V граф Ерн — онук IV графа Ерн входив до складу уряду Стенлі Болдуїна, а потім до складу уряду Чемберлена. Загинув під час Другої світової війни. VI граф Ерн — Гаррі Ерн, що з 1940 успадкував титул графа Ерн був лорд-намісником графства Фермана у 1986—2012 роках. Він помер у 2015 році і титул VII графа Ерн успадкував його син.
ІІІ граф Ерн ввійшов в історію як роботодавець Чарльза Бойкота, несправедливі дії якого щодо селян і подальші акції протесту зробили його прізвище символом однієї з форм протесту.
У 1820 році Кріхтон — граф Ерн побудував замок Новий Кром в вікторіанському стилі, на деякій відстані на північ від старого замку. Руїни старого замку стали прикрасою саду і пізніше ще збудували додаткові стіни і башти до існуючих руїн для романтичного ефекту.
Навпроти руїн замку Старий Кром серед озера є острів Гад-Ісланд, на якому стоїть старовинна кругла вежа. Вона виглядає як середньовічна, але це не так. Цю вежу збудували для обсерваторії, яка так ніколи і не була відкрита. Мотивом для побудови цієї вежі була ідея дати роботу голодуючим у 1847 році
В даний час замок Старий Кром залишається приватною власністю родини Крайтон, але маєток і руїни знаходяться у веденні Національного трасту і замок можна відвідати вільно в денний час. Це романтичні руїни, що стоять в тихому місці. Їх споглядання навіває ліричний настрій.